# 레오폴도 세란테스
레오폴도 세란테스(타갈로그어: Leopoldo Serantes, 1962년 3월 15일~2021년 9월 1일)는 필리핀의 전 권투 선수이다. 1988년 하계 올림픽 남자 라이트플라이급에서 동메달을 획득했으며 아시아 선수권 대회에서 은메달 1개를 획득했다.
세란테스는 2021년 만성 폐쇄성 폐 질환로 인해 케손시티의 베테랑 메모리얼 메디컬 센터에서 사망했다.